# Пођо Пертузо (Гросето)
Пођо Пертузо је насеље у Италији у округу Гросето, региону Тоскана.
Према процени из 2011. у насељу је живело 31 становника. Насеље се налази на надморској висини од 56 м.